# Eiswirth’sches Haus

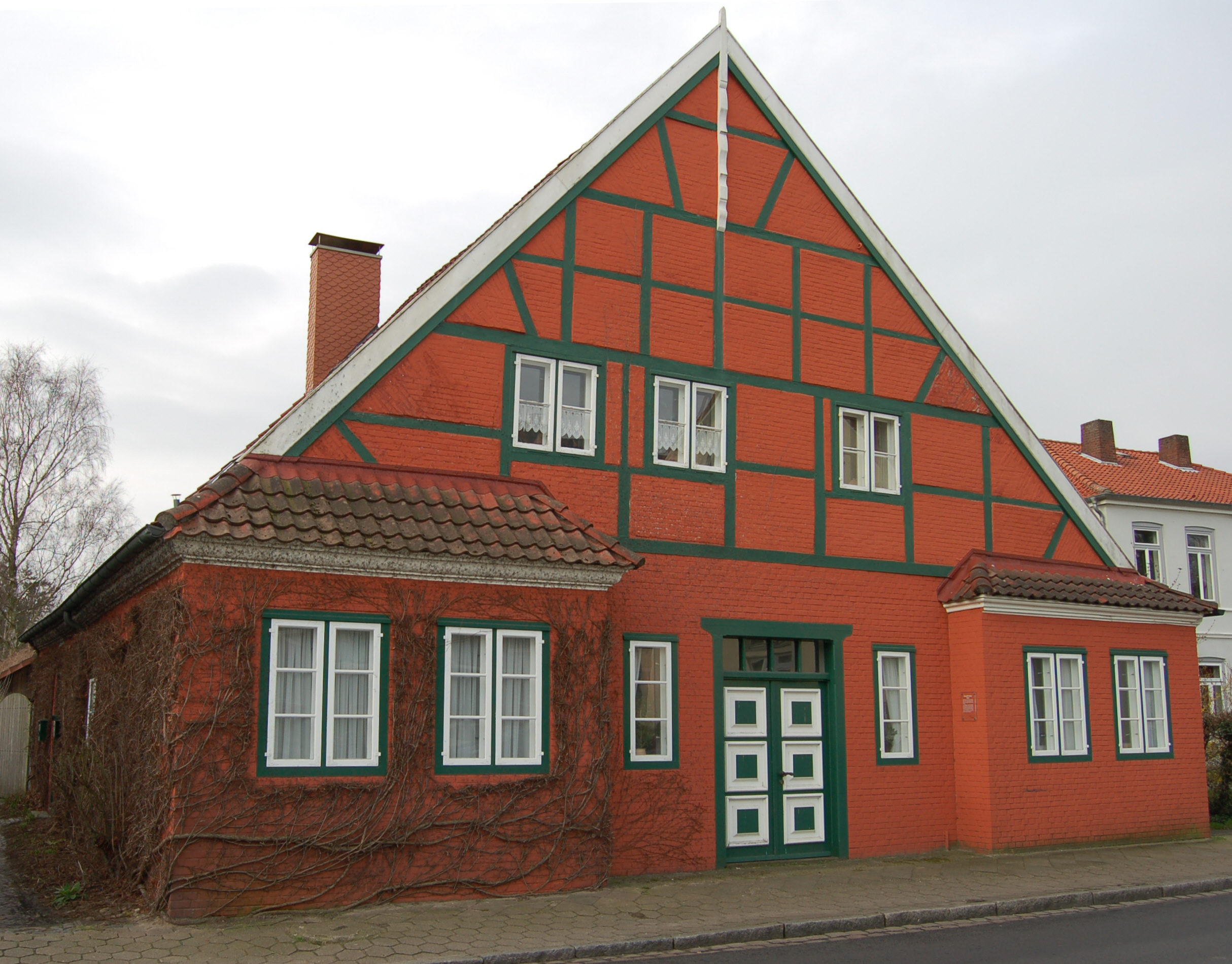
Das Eiswirth’sche Haus in Uetersen

Das  Eiswirth’sche Haus  ist ein denkmalgeschütztes Gebäude in der Altstadt von Uetersen, Kreis Pinneberg.  
Das Gebäude  ist ein eingeschossiges freistehendes Giebelhaus mit zwei Utluchten aus der Mitte des 18. Jahrhunderts. Es war vermutlich ursprünglich ein Rauchhaus auf Grund des Hallenhaustyps und lag in privilegierter Lage. Im Inneren des Gebäudes befinden sich mehrere Deckenfresken, die vermutlich von dem Uetersener Künstler Johann Herbst (1691–1761) oder vom Schweizer Kirchenmaler Giovanni Battista Innocenzo Colombo (1717–1793) stammen, der in der Zeit von 1747 bis 1750 in diesem Haus lebte. Erbaut wurde das Gebäude im Auftrag der Conventualin Eleonore von Thienen. Spätere Besitzer waren der Klostersyndicus Grube, der Advokat Johann Huwald und der Sattlermeister Eiswirth, der Namensgeber des Gebäudes.   
Das Gebäude steht wegen seines architektonischen, historischen Wertes und der inneren Verzierungen als Kulturdenkmal unter Denkmalschutz.
- Siehe auch: Bildtafel der Kulturdenkmale in Uetersen
- Siehe auch: Liste der Kulturdenkmale in Uetersen